# Nachman Syrkin
Nachman Syrkin (hebrejsky נחמן סירקין‎, rusky Нахман Сыркин, 23. února 1868 Mogilev – 6. září 1924 New York), někdy též Nachum Syrkin, byl politický teoretik a jeden ze zakladatelů dělnického sionismu.

## Biografie
Narodil se v carském Rusku (dnešním Bělorusko) a již v mládí jej ovlivnil sionismus a socialismus a rozhodl se věnovat své úsilí syntéze těchto dvou konceptů. V rámci tohoto úkolu se spojil s Berem Borochovem, i když na rozdíl od Borochova Syrkin nebyl marxista. Syrkin byl zástupcem dělnických sionistů na prvním sionistickém kongresu v Basileji roku 1897 a jedním z prvních zastánců zřízení Židovského národního fondu. Byl rovněž jedním z prvních, kteří navrhovali, aby emigranti do Palestiny vytvářeli společné osady.
Na rozdíl od mnoha jiných socialistických myslitelů té doby, Syrkinovi docela vyhovovalo jeho židovské dědictví, a přestože to ve své eseji „Židovský problém a židovský socialistický stát“ z roku 1898 neuvádí explicitně, je jasné, že má na mysli biblický důraz na přísnou sociální spravedlnost, bez ohledu na bohatství, moc nebo privilegia. Sám však spatřoval sionismus jako náhradu za tradiční judaismus:
Nový sionistický judaismus stojí v naprostém protikladu k judaismu vyhnanství (…) sionismus vykořeňuje religióní judaismus mnohem silněji než reformní judaismus či asimilace, a to vytvořením nových standardů „judaismu,“ které představují novou ideologii, jenž může být povýšena na status náboženství.
Syrkin pracoval na vytvoření socialistické sionistické skupiny v celé střední Evropě. Po studiu a práci v Německu a Francii se vrátil po Ruské revoluci v roce 1905 do Ruska. Coby delegát Sionistické socialistické dělnické strany se zúčastnil se 7. světového sionistického kongresu v Basileji. Později se přestěhoval do Spojených států, kde se stal vůdcem strany Poalej Cijon v USA.
V roce 1919 byl členem americké židovské delegace na Versailleské mírové konferenci. Byl taktéž vůdčí osobností světové konference Poalej Cijon, která se konala téhož roku. Na konferenci dostal za úkol navštívit Palestinu, aby vypracoval plán pro vesnice typu kibuc. Zamýšlel návrat do Palestiny, ale v roce 1924 zemřel v USA na srdeční infarkt.
Roku 1951 byly jeho ostatky pochovány na hřbitově Kineret v Izraeli.

## Dílo (v angličtině)
- Essays on socialist Zionism, [New York, Young Poale Zion Alliance of America, 1935], 64p. zahrnuje:
  - The Jewish problem and the Jewish socialist state (1898)
  - National independence and international unity (1917)